# William McInnes
Pour les articles homonymes, voir McInnes et William McInnes (homonymie).
Daryl William Mathew Gabriel McInnes, né le 10 septembre 1963 à Redcliffe, dans le Queensland, est un acteur australien de cinéma et de télévision, également écrivain.
Il tient le rôle de Matt Tivolli dans la série The Time of Our Lives (en). Il est surtout connu pour ses rôles du gendarme principal Nick Schultz dans Blue Heelers et de Max Connors dans SeaChange.

## Biographie

### Jeunesse
McInnes étudie le théâtre à la Western Australian Academy of Performing Arts et obtient son diplôme en 1988. Il en est nommé membre en 2010. Il est également titulaire d'un doctorat honorifique de la Central Queensland University de Rockhampton.

### Carrière

#### Télévision
Après un rôle récurrent dans A Country Practice (À cœur ouvert) en 1990, McInnes apparait dans des séries telles que Bligh, Ocean Girl (Océane), Good Vibrations et Snowy avant d'être l'agent principal Nick Schultz dans Blue Heelers en 1993. McInnes joue dans la série jusqu'en 1998, quand il quitte la série pour se concentrer à d'autres travaux. En 1999, il rejoint le casting de SeaChange en tant que Max Connors, le nouvel amoureux du personnage principal Laura Gibson (Sigrid Thornton) après que Diver Dan (David Wenham) ait quitté la série.
En 2021, il tient l'un des rôles principaux de la série Profession : reporter.
On apprend qu'il rejoindra la distribution de la nouvelle série de la franchise NCIS qui se déroulera à Sydney en 2023, dans l'un des rôles principaux.

#### Cinéma
Parmi ses premiers rôles au cinéma figurent My Brother Jack (2001), Do Or Die (2001), Dirty Deeds (2002) et le téléfilm The Shark Net (2003).
McInnes a tenu le rôle principal dans Look Both Ways (2005), réalisé par son épouse Sarah Watt. En 2006, il tient le rôle principal dans Irresistible, avec Susan Sarandon et dans Kokoda, puis en 2007 dans le drame romantique Unfinished Sky et en 2009 dans Prime Mover, mettant en vedette Andrew S. Gilbert (en), Ben Mendelsohn et Anthony Hayes. Il tient un rôle dans le film Mon année sans sexe (2009) réalisé par Sarah Watt.

### Vie privée
McInnes était marié à l'actrice et réalisatrice Sarah Watt (en) avec qui il a eu deux enfants, Clem (né en 1993) et Stella (née en 1998). Son épouse est morte d'un cancer en 2011.

## Filmographie
- depuis 2021 : Profession : reporter : Lindsay Cunningham
- depuis 2023 : NCIS : Sydney : Roy Penrose

## Distinctions
(en) Récompenses pour William McInnes sur l’Internet Movie Database